# Jean-Charles Persil

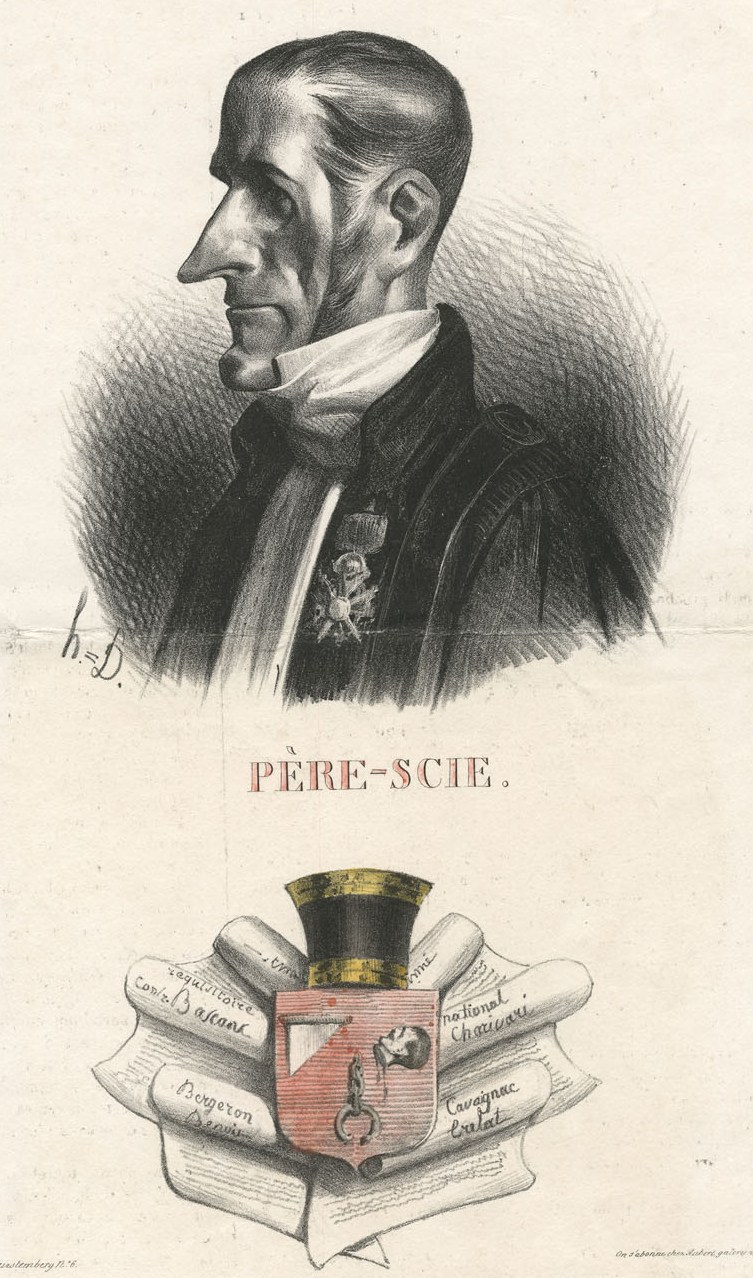
Jean-Charles Persil, Karikatur von Honoré Daumier von 1833

Jean-Charles Persil ([ˌpɛʁˈsi]; * 13. Oktober 1785 in Condom, heute Département Gers; † 10. Juli 1870 in Antony, Département Seine) war ein französischer Politiker und Jurist. In der Julimonarchie war er Staatsanwalt, Abgeordneter, Minister und Angehöriger der Chambre des Pairs, im Zweiten Kaiserreich Mitglied des Senats.

## Leben und Karriere

### Einstieg in die Politik
Persil, Sohn eines Kaufmanns, studierte Jura und wurde bereits 1806 promoviert. Er wollte zunächst Rechtswissenschaft lehren. Nachdem jedoch seine Bewerbungen auf Lehrstühle in Grenoble und Paris erfolglos geblieben waren, wurde er in Paris als Rechtsanwalt tätig. In dieser Tätigkeit In dieser Funktion vertrat er zweimal den Politiker Nicolas Bavoux vor der Chambre des Pairs.
Noch unter der Restauration wurde er am 23. Juni 1830, einen Monat vor der Julirevolution, in die Chambre des députés gewählt.

### Julirevolution
Persil gehörte zu den ersten Kritikern der Regierung von Jules de Polignac und protestierte gegen die Juliordonnanzen, mit denen die Pressezensur eingeführt und das Wahlrecht eingeschränkt wurden. Am 30. Juli 1830 war er Mitglied einer zwölfköpfigen Delegation von Abgeordneten um André Dupin, die den Herzog von Orléans in Neuilly aufsuchte und ihn aufforderte, die Regentschaft des Königreichs zu übernehmen.

### Julimonarchie
Auch in der Folge unterstützte Persil die Errichtung der Julimonarchie. Im Lauf des Jahres 1830 wurde er Generalstaatsanwalt (Procureur général) in Paris. Von Juli 1831 bis November 1839 war er nahezu ununterbrochen Mitglied der Abgeordnetenkammer, anschließend bis zur Februarrevolution 1848 der Chambre des Pairs.
In seiner doppelten Funktion als Abgeordneter und Staatsanwalt zeigte sich Persil als rigoroser Vertreter konservativer Positionen und bekämpfte mit außergewöhnlicher Härte die demokratisch-liberale Partei, republikanische Zeitungen und tatsächliche oder vermeintliche Verschwörer. In der durch ihn verfolgten Presse wurde er von Karikaturisten mit übergroßer, als Säge oder Sägezahn geformter Nase als „Père scie“ („Vater Säge“, auch interpretierbar als „Pater Säge“, homophon zur Aussprache seines Familiennamens Persil) dargestellt.
Louis-Philippe I. persönlich wählte ihn aus für das Amt des Justizministers, das er vom 13. November 1834 bis zum 22. Februar 1836 und erneut vom 6. September 1836 an im Kabinett von Louis-Mathieu Molé bekleidete. Am 15. April 1837 trat er zurück, weil Molé es ablehnte, die Abgeordnetenkammer aufzulösen.
Nach dem Rücktritt vom Ministeramt wurde er zum Vorsitzenden der Münzkommission (Commission des monnaies) ernannt. Aus diesem lukrativen Amt wurde er Anfang 1839 entfernt, aber wenige Monate später nach einer Loyalitätsbekundung für die konservative Partei wieder eingesetzt. In der Folge unterstützte Persil als Abgeordneter bis 1848 stets die von Louis-Philippe eingesetzten Regierungen.

### Nach 1848
Nach der Februarrevolution 1848 zog sich Persil zunächst ins Privatleben zurück. 1852 wurde er Staatsrat (Conseiller d’état) im Conseil d’État. Vom 5. November 1864 bis zu seinem Tode war er Mitglied des Senats.
Am 10. Juli 1870 verstarb Jean-Charles Persil im Alter von 84 Jahren in seinem Anwesen in Antony, das er 1820 erworben hatte.

### Familie
Jean-Charles Persil hatte zwei Söhne, Joseph-Eugène-Saint-Ange Persil (* 1808; † 1841) und Nicolas-Jules Persil (* 1811; † 1887), die ebenfalls Laufbahnen als Juristen und Parlamentarier einschlugen.
Eugène Persil wurde 1839 nach der Ernennung seines Vaters zum Pair auf dessen Sitz in der Abgeordnetenkammer gewählt. Er verstarb 1841 im Alter von 34 Jahren während der Legislaturperiode, worauf sein jüngerer Bruder Jules seinen Platz in der Kammer einnahm. Jules Persil war zu diesem Zeitpunkt stellvertretender Staatsanwalt und wurde in der Folge Generalstaatsanwalt in Paris wie bereits zuvor sein Vater. Er blieb Abgeordneter bis zur Februarrevolution 1848 und zog sich dann aus der Politik zurück.

## Ehrungen und Auszeichnungen
Am 24. April 1845 wurde Persil zum Großoffizier der Ehrenlegion ernannt. In seinem Sterbeort Antony ist eine Straße nach ihm benannt.

## Werke
- Régime hypothécaire, ou Commentaire sur le dix-huitième titre du livre troisième du Code Napoléon, relatif aux privilèges et hypothèques. P. Gueffier, Paris 1809 (Digitalisat auf Gallica).
- Questions sur les privilèges et hypothèques, saisies immobilières et ordres. P. Gueffier, Paris 1812 (zwei Bände; Volltext von Band 1 und Band 2 auf Gallica).
- Questions sur les privilèges et hypothèques, saisies immobilières et ordres. Zweite, korrigierte und erheblich erweiterte Auflage. Nève, Paris 1820 (zwei Bände; Volltext von Band 1 und Band 2 auf Gallica).